# نيوكوريون (إفروس)
نيوكوريون (Νεοχώριον) هي مدينة في إفروس في مقاطعة فوريا إلادا في اليونان.